# Tesselberg

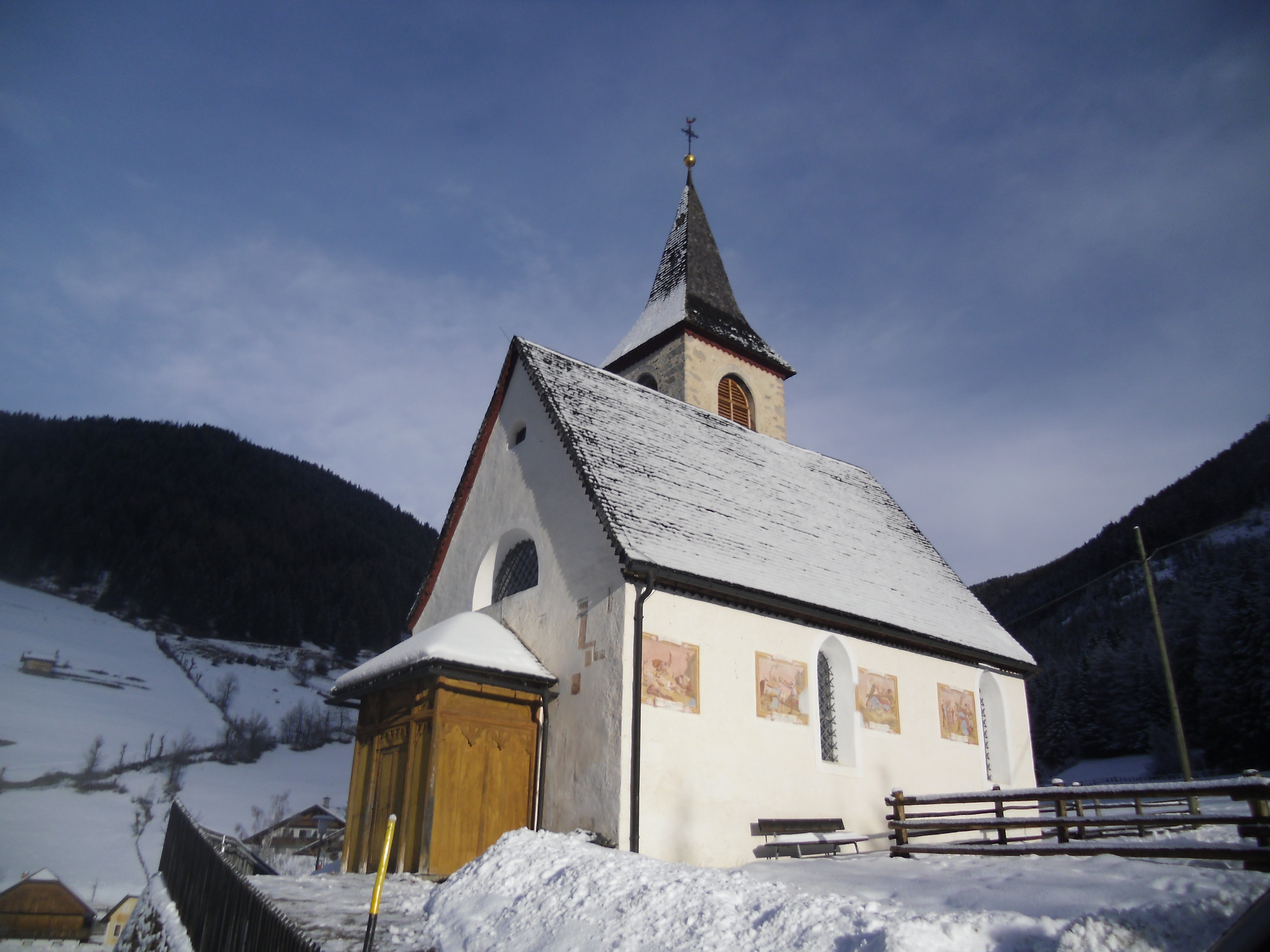
Kirche St. Chrysanthus und Daria

Tesselberg (im lokalen Dialekt Tesslberg, italienisch Montassilone) ist eine kleine Ortschaft und Fraktion der Gemeinde Gais in Südtirol (Italien). Sie liegt hoch über dem Übergang vom Tauferer ins Pustertal an den südwestlichen Ausläufern der Rieserfernergruppe. Dort nimmt sie nordöstlich der Stadt Bruneck und südlich des Nachbardorfs Mühlbach eine Rodungsinsel auf rund 1500 m Höhe ein. Nachdem es zuvor eine eigene Gemeinde gewesen war, wurde Tesselberg 1928 in die Gemeinde Gais eingegliedert.
Der Ortsname ist wohl zum bairischen Personennamen Tassilo gebildet. Damit stünde Tesselberg in einer Reihe von Ortsnamen im Brunecker Raum, in denen belegte Personennamen der Agilolfinger anklingen (siehe Tassilo, weiters Dietenheim zu Theodo, Greinwalden zu Grimoald und Uttenheim zu Uta) und die somit auf die frühmittelalterliche bajuwarische Herrschaft im Pustertal zurückzuführen sind.
Die kleine Ortskirche (1441 geweiht) trägt das seltene Patrozinium der Heiligen Chrysanthus und Daria.